# Ischnurges
Ischnurges é um gênero de mariposa pertencente à família Crambidae.